# 張利郁
張利郁（1895年—1983年）是一位大韩民国的独立运动家、外交官。

## 生平
安昌浩的興士团活動。著有书籍「島山的人格与生涯」。

## 著書
- 『島山の人格と生涯』大成文化社（1970年）